# 韦尼拉勒县
韦尼拉勒县是东帝汶民主共和国包考区的一个县，该县面积151.37平方公里，2010年人口普查时时人口为15542，县治位于韦尼拉勒。